# Raúl Grijalva
Raúl Manuel Grijalva, född 19 februari 1948 i Pima County, Arizona, död 13 mars 2025 i Tucson, Arizona, var en amerikansk demokratisk politiker. Han representerade delstaten Arizonas sjunde distrikt i USA:s representanthus sedan 2003.
Grijalva avlade 1986 sin kandidatexamen i sociologi vid University of Arizona. Han var under sin studietid medlem av chicanostudentrörelsen MEChA (Movimiento Estudiantil Chicano de Aztlán).
Grijalva besegrade republikanen Ross Hieb i kongressvalet 2002 med 59% av rösterna mot 37% för Hieb.
Enligt GovTracks bedömning av Grijalvas röstande för perioden 2015–2017, rankades Grijalva som den mest liberala medlemmen i representanthuset.
I juni 2023 reste Raul Grijalva till Puerto Rico för att diskutera utsikterna för statsskapande och energifrågor i Puerto Rico med guvernören i Puerto Rico Pedro Pierluisi.
Grijalva och hustrun Ramona har tre döttrar: Adalita, Raquel och Marisa.